# Сумбер (Туве)
Сумбер (монг. Сүмбэр) — сомон аймаку Туве, Монголія. Територія 0,36 тис. км², населення 2,5 тис. Центр — селище Жавхлант, розташоване на відстані 200 км від м. Зуунмод та 160 км від Улан-Батора.

## Рельєф
Гори Сужигт, Бараат, Зурх (1400 м). Більшу частину займає степ.

## Клімат
Різкоконтинентальний клімат, середня температура січня −24 °C, липня +17 °C, у середньому протягом року випадає 250–300 мм опадів.

## Корисні копалини
Багатий на золото, свинець, будівельну сировину.

## Тваринний світ
Водяться вовки, лисиці, зайці, козулі та ін.

## Соціальна сфера
Є школа, лікарня, майстерні, сфера обслуговування, будинки відпочинку.